# Lefebvrea droopii
Lefebvrea droopii är en flockblommig växtart som beskrevs av C.C.Towns. Lefebvrea droopii ingår i släktet Lefebvrea och familjen flockblommiga växter. Inga underarter finns listade i Catalogue of Life.